# Сент-Ендрюс (парафія, Нью-Брансвік)
Сент-Ендрюс (англ. Saint Andrews) — парафія в Канаді, у провінції Нью-Брансвік, у складі графства Шарлотт.

## Населення
За даними перепису 2016 року, парафія нараховувала 553 особи, показавши скорочення на 6,7%, порівняно з 2011-м роком. Середня густина населення становила 22,8 осіб/км².
З офіційних мов обидвома одночасно володіли 65 жителів, тільки англійською — 490. Усього 20 осіб вважали рідною мовою не одну з офіційних, з них 5 — українську.
Працездатне населення становило 66,4% усього населення, рівень безробіття — 9,6% (13,2% серед чоловіків та 6,1% серед жінок). 86,3% осіб були найманими працівниками, а 13,7% — самозайнятими.
Середній дохід на особу становив $40 854 (медіана $32 512), при цьому для чоловіків — $44 003, а для жінок $37 628 (медіани — $37 184 та $28 288 відповідно).
20% мешканців мали закінчену шкільну освіту, не мали закінченої шкільної освіти — 17,3%, 62,7% мали післяшкільну освіту, з яких 43,5% мали диплом бакалавра, або вищий.
| Статево-вікова структура населення | Статево-вікова структура населення | Статево-вікова структура населення | Статево-вікова структура населення | Статево-вікова структура населення |
| ---------------------------------- | ---------------------------------- | ---------------------------------- | ---------------------------------- | ---------------------------------- |
|                                    |                                    |                                    |                                    |                                    |
| Всього                             | Всього                             | 50,5%49,5%                         |                                    |                                    |
| 0 — 14 років                       | 0 — 14 років                       |                                    | 10,7%                              | 10,7%                              |
| 15 — 64 років                      | 15 — 64 років                      |                                    | 65,2%                              | 65,2%                              |
| 65 і більше                        | 65 і більше                        |                                    | 24,1%                              | 24,1%                              |
| 85 і більше                        | 85 і більше                        |                                    | 1,8%                               | 1,8%                               |
| Середній вік (років)               | Середній вік (років)               | 46,248,6                           | 47,4                               | 47,4                               |
| Медіана (років)                    | Медіана (років)                    | 51,852,4                           | 52,2                               | 52,2                               |
| — чоловіки — жінки                 |                                    |                                    |                                    |                                    |

| Походження мешканців:     | Походження мешканців:     | Походження мешканців: | Походження мешканців: | Походження мешканців: |
| ------------------------- | ------------------------- | --------------------- | --------------------- | --------------------- |
| Походження                |                           |                       | осіб                  | %                     |
| Корінні американці        | Корінні американці        |                       | 10                    | 1.64%                 |
| Інше північноамериканське | Інше північноамериканське |                       | 270                   | 44.26%                |
| Європейське               | Європейське               |                       | 455                   | 74.59%                |
| британське                | британське                |                       | 380                   | 62.3%                 |
| французьке                | французьке                |                       | 100                   | 16.39%                |
| українське                | українське                |                       | 10                    | 1.64%                 |
| Карибське                 | Карибське                 |                       | 10                    | 1.64%                 |

| Зайнятість населення за галузями (за класифікацією NOC): | Зайнятість населення за галузями (за класифікацією NOC): | Зайнятість населення за галузями (за класифікацією NOC): | Зайнятість населення за галузями (за класифікацією NOC): | Зайнятість населення за галузями (за класифікацією NOC): |
| -------------------------------------------------------- | -------------------------------------------------------- | -------------------------------------------------------- | -------------------------------------------------------- | -------------------------------------------------------- |
|                                                          |                                                          |                                                          |                                                          |                                                          |
| Управління                                               | Управління                                               |                                                          | 16,4%                                                    | 16,4%                                                    |
| Бізнес, фінанси та адміністрування                       | Бізнес, фінанси та адміністрування                       |                                                          | 5,5%                                                     | 5,5%                                                     |
| Природничі та прикладні науки                            | Природничі та прикладні науки                            |                                                          | 6,8%                                                     | 6,8%                                                     |
| Охорона здоров'я                                         | Охорона здоров'я                                         |                                                          | 13,7%                                                    | 13,7%                                                    |
| Освіта, правозахист, муніципальні та урядові служби      | Освіта, правозахист, муніципальні та урядові служби      |                                                          | 11%                                                      | 11%                                                      |
| Роздрібна торгівля та послуги                            | Роздрібна торгівля та послуги                            |                                                          | 24,7%                                                    | 24,7%                                                    |
| Гуртова торгівля, транспорт та обладнання                | Гуртова торгівля, транспорт та обладнання                |                                                          | 15,1%                                                    | 15,1%                                                    |
| Природні ресурси, сільське господарство                  | Природні ресурси, сільське господарство                  |                                                          | 4,1%                                                     | 4,1%                                                     |
| Виробництво                                              | Виробництво                                              |                                                          | 2,7%                                                     | 2,7%                                                     |

## Клімат
Середня річна температура становить 6,1°C, середня максимальна – 22,1°C, а середня мінімальна – -12,9°C. Середня річна кількість опадів – 1 190 мм.
| Клімат поселення                              | Клімат поселення | Клімат поселення | Клімат поселення | Клімат поселення | Клімат поселення | Клімат поселення | Клімат поселення | Клімат поселення | Клімат поселення | Клімат поселення | Клімат поселення | Клімат поселення | Клімат поселення |
| Показник                                      | Січ.             | Лют.             | Бер.             | Квіт.            | Трав.            | Черв.            | Лип.             | Серп.            | Вер.             | Жовт.            | Лист.            | Груд.            |                  |
| Середній максимум, °C                         | −1,12            | −0,01            | 4,51             | 10,51            | 15,94            | 20,59            | 22,05            | 22,08            | 17,88            | 12,43            | 7,20             | 0,74             |                  |
| Середня температура, °C                       | −7               | −5,89            | −1,38            | 4,62             | 10,05            | 14,72            | 17,90            | 17,93            | 13,74            | 8,28             | 3,06             | −3,41            |                  |
| Середній мінімум, °C                          | −12,88           | −11,77           | −7,27            | −1,26            | 4,18             | 8,82             | 13,77            | 13,80            | 9,60             | 4,14             | −1,09            | −7,56            |                  |
| Норма опадів, мм                              | 107              | 80               | 104              | 99               | 106              | 92               | 89               | 84               | 98               | 103              | 116              | 112              |                  |
| Середньомісячна швидкість вітру, м/с          | 4.96             | 5.01             | 5.01             | 4.73             | 4.36             | 4.01             | 3.55             | 3.45             | 3.93             | 4.46             | 4.88             | 5.05             |                  |
| Середньомісячна сонячна радіація, кДж/м²·день | 5460             | 8727             | 12333            | 15472            | 18372            | 20341            | 20005            | 17912            | 13469            | 8726             | 5248             | 4333             |                  |
| --------------------------------------------- | ---------------- | ---------------- | ---------------- | ---------------- | ---------------- | ---------------- | ---------------- | ---------------- | ---------------- | ---------------- | ---------------- | ---------------- | ---------------- |
| Джерело:                                      |                  |                  |                  |                  |                  |                  |                  |                  |                  |                  |                  |                  |                  |